# 라스트 런 (2001년 영화)
《라스트 런》(영어: Last Run)은 영국, 독일에서 제작된 안소니 힉콕스 감독의 2001년 액션, 범죄, 스릴러 영화이다. 아맨드 아상테 등이 주연으로 출연하였고 가버 바라디 등이 제작에 참여하였다.

## 출연
- 아맨드 아상테 - 배너
- 주겐 프로크노 - 부카린
- 오르넬라 무티 - 대니
- 코리 존슨 - 존

## 기타
- Line PD: 올리버 G. 헤스
- Line PD: 케빈 M. 칼버그
- 미술: 이스트반 옥즈토스
- 배역: 제레미 짐머만

## 한국판 성우진(MBC)
- 박일 - 배너(아맨드 아상테)
- 김태훈 - 부카린(주겐 프로크노)
- 최성우 - 대니(오르넬라 무티)
- 황윤걸 - 존(코리 존슨)
- 이종혁 - 쉬프(데이빗 폭시)
- 김아영 - 야나(알렉산드리아 부치크)
- 김용준 - 마르코(다비드 버메스)
- 표영재 - 조지(바르나 일리에스)
- 최한 - 사이먼(랄프 브라운)
- 배정민 - 컬로프(비키 키스)
- 이자옥 - 티나(애나벨 브룩스)
- 고성일 - 요원(노만 오스틴)
- 방성준 - 채핀(안소니 힉콕스)
- 정재헌 - 주니어(마틴 맥두걸)
- 조현정 - 요원(니콜렛 바라바스)